# ナサフ・カルシ
ナサフ・カルシFC（英: Nasaf Qarshi FC）は、ウズベキスタンの都市カルシを本拠地とするサッカークラブである。

## 概要
1997年に創設された。クラブ名の「ナサフ」はカルシの古名である。
AFCカップ2011で優勝し、初の国際タイトルを手にした。また、2011年のウズベク・リーグで2位となり、AFCチャンピオンズリーグ2012の出場権を獲得した。

## タイトル

### 国内タイトル
- ウズベキスタン・カップ：3回
  - 2015, 2021, 2022

### 国際タイトル
- AFCカップ：1回
  - 2011

## 歴代監督
- ヴィクトール・ボリソフ 1997—1998
- ヴィクトール・マカロフ 1998—1999
- バクロム・カキモフ 2000–2004, 2006
- オレー・モロゾフ 2005
- ウラジミール・フォミチョフ 2007
- ヴィクトール・クミコフ 2008–2010
- アナトリー・デミャネンコ 2010–

## 歴代所属選手
- ファズィル・ムサエフ 2007-2008,2011-2012,2016
- ムロド・ズフロフ 2010-2012